# (35670) 1998 SU27
(35670) 1998 SU27 est un astéroïde Apollon découvert en 1998.

## Description
(35670) 1998 SU27 a été découvert le 24 septembre 1998 à l'observatoire Magdalena Ridge, situé dans le comté de Socorro, au Nouveau-Mexique (États-Unis), par le projet Lincoln Near-Earth Asteroid Research (LINEAR).

### Caractéristiques orbitales
L'orbite de cet astéroïde est caractérisée par un demi-grand axe de 2,12 ua, un périhélie de 0,86 ua, une excentricité de 0,59 et une inclinaison de 7,11° par rapport à l'écliptique. Du fait de ces caractéristiques, à savoir un demi-grand axe supérieur à 1 ua et un périhélie inférieur à 1,017 ua, il est classé comme astéroïde Apollon.

### Caractéristiques physiques
(35670) 1998 SU27 a une magnitude absolue (H) de 19,3 et un albédo estimé à 0,233.